# The Ugly Stepsister
The Ugly Stepsister (norska: Den stygge stesøsteren) är en norsk-dansk skräckkomedi. Den hade premiär den 23 januari 2025 på Sundance Film Festival. Filmen är regisserad av Emilie Blichfeldt som även skrivit filmens manus. Filmen är producerad av Maria Ekerhovd, Mer Film, i samproduktion med Zentropa Sweden, Lava Films och Motor.

## Handling
Filmen är en nytolkning av den klassiska sagan om Askungen som utspelar sig i ett sagoland där skönhet betyder allt. Den kretsar kring Elvira som tävlar mot sin vackra styvsyster i en blodig kamp om skönhet.

## Rollista
| Lea Myren            | – Elvira                |
| Thea Sofie Loch Næss | – Agnes                 |
| Flo Fagerli          | – Alma                  |
| Malte Gårdinger      | – Isak                  |
| Isac Calmroth        | – prins Julian          |
| Ralph Carlsson       | – Otto                  |
| Isac Aspberg         |                         |
| Adam Lundgren        | – Dr. Esthétique        |
| Cecilia Forss        | – Sophie von Kronenberg |
| Ane Dahl Torp        |                         |